# Chlorocardium
Chlorocardium Rohwer, H.G.Richt. & van der Werff è un genere di piante sempreverdi della famiglia delle Lauracee.
Il nome del genere deriva dal greco (chloros = verde e kardia = cuore), in riferimento al particolare colore del legno.

## Tassonomia
Il genere comprende le seguenti specie:
- Chlorocardium esmeraldense van der Werff
- Chlorocardium rodiei (R.H.Schomb.) Rohwer, H.G.Richt. & van der Werff
- Chlorocardium venenosum (Kosterm. & Pinkley) Rohwer, H.G.Richt. & van der Werff